# Motti

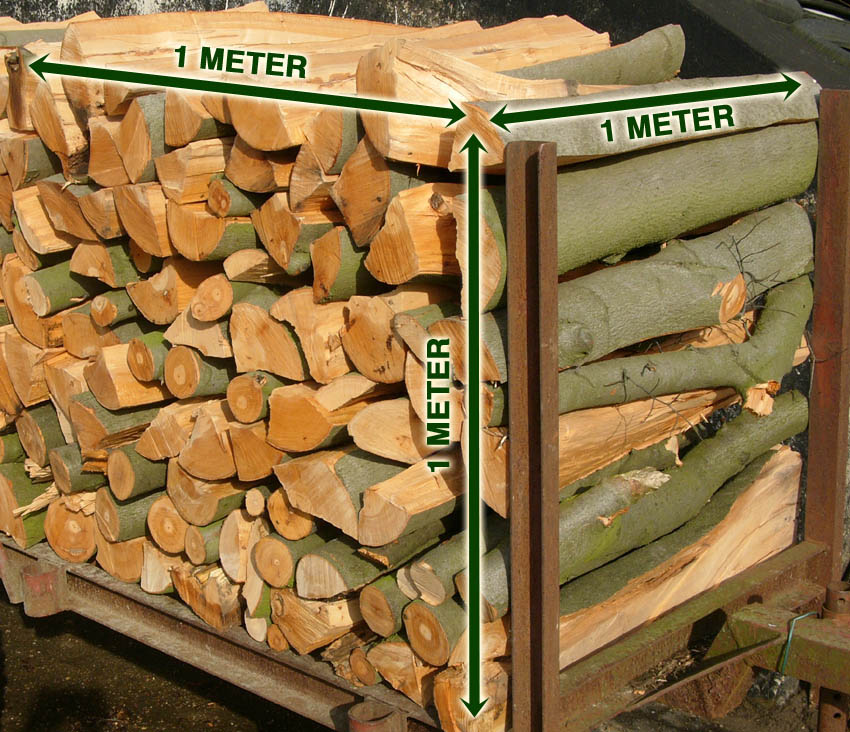
Tűzifa köbméter

A motti finnül eredetileg erdei vágástéri kész faanyag-köbmétert jelent.
Tűzifa köbméterét is jelentheti (pl. gőzmozdony égésterébe férő méretű tüzelőanyag köbét, így méteres kettéhasítottét, de akár szaunába vagy kis kályhába megfelelőre aprítottét is), továbbá általában vágástéri fatermékköbmétert jelent, az erdei munka eredményének mérési egysége, illetve előtagként fakitermelési normamunkára (hadi szolgálatira, hadipari fakitermelési munkára is) utalt volt (mottihomma: mottihommat, mottihommissa). Kortárs erdészetben – ám akár háztartásban is – jelenthet további pontosítással számos köbméterfajtát kitermelt faanyagra, így tűzifára is, vonatkozólag, hagyományosan vágástéren elérhető, az elsődleges faipar szerényebb körébe számító, alacsony feldolgozási fokig.